# 9838 Falz-Fein
A 9838 Falz-Fein (ideiglenes jelöléssel 1987 RN6) a Naprendszer kisbolygóövében található aszteroida. Ljudmila Vasziljevna Zsuravljova fedezte fel 1987. szeptember 4-én.